# د نایس
د نایس (انگلیسی: The Nice) گروه موسیقی راک بریتانیایی فعال در اواخر دهه ۱۹۶۰ میلادی بود. این گروه با ترکیب مایه‌های انواع سبکهای جاز، راک و موسیقی کلاسیک از طلایه داران سبک پراگرسیو راک بود؛ سبکی که در دهه ۱۹۷۰ فراگیر شد.